# 沟牙田鼠
沟牙田鼠（学名：[Proedromys bedfordi] 错误：{{Lang}}：文本有斜体标记（帮助））为仓鼠科沟牙田鼠属的动物，是中国的特有物种。在中国大陆，分布于甘肃、四川等地，常见于山地森林、灌丛、草地。该物种的模式产地在甘肃岷县东南。